# جحا المصري (مسلسل)
جحا المصري هو مسلسل مصري يتناول الحكاية الفلكورية الخاصة بجحا وقد قام بتجسيده يحيى الفخراني إلي جانب منى زكي وأحمد رزق وسعاد نصر ورانيا فريد شوقي ولوسي و عادل السماسيرى قد عرض في شهر رمضان من عام 2002.

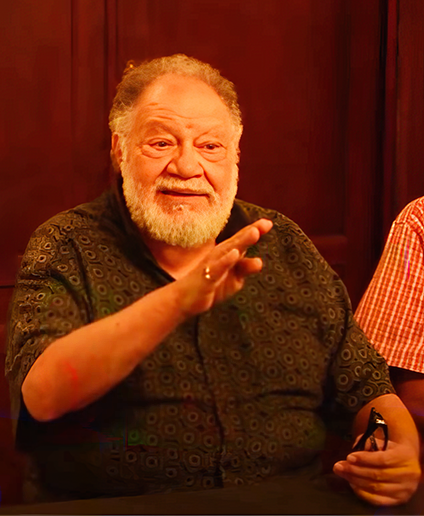
يحيى الفخراني في دور جحا المصري

## طاقم التمثيل
- يحيى الفخراني في دور جحا المصري.[10]
- مني زكي في دور قمر.
- أحمد رزق في دور شِحِيبر.
- سميحة أيوب في دور ضيفة شرف.
- سعاد نصر في دور عِنَّابَة.
- لوسي في دور بُغاشة.
- رانيا فريد شوقي في دور جُمارة.
- أحمد راتب في دور برقوق.
- إنعام سالوسة في دور مستكة.
- رشوان توفيق في دور شهبندر التجار.
- السيد راضي في دور شولح.
- حسن حسني في دور المُقدم شرّ.
- جمال اسماعيل في دور ابو السعد الحانوتي.
- عزت أبوعوف في دور وحشمر.
- عبد الرحمن أبوزهرة في دور السلطان شمس الدين الحصين.
- فؤاد أحمد في دور القاضي زعيتر.
- أسامة عباس في دور بقطمر.
- فاروق فلوكس في دور بحلق البصاص.
- حسن الأسمر في دور دندن.
- يوسف داوود في دور معيطل.